# Баффа
Баффа (англ. Baffa) — город в Пакистане, расположен в округе Маншехра провинции Хайбер-Пахтунхва. Население — 12 159 чел. (на 2010 год).

## История
Баффа получил статус муниципалитета в 1873 году, во времена британского правления. Население города в 1901 году составляло 7 029 человек.

## Демография
| 1901  | 1998   | 2010   |
| ----- | ------ | ------ |
| 7 029 | 11 652 | 12 159 |